# Richard Bennett (actor)
Clarence Charles William Henry Richard Bennett (21 de mayo de 1870 – 22 de octubre de 1944), conocido como Richard Bennett, fue un actor estadounidense, conocido por su carrera teatral y por su trayectoria como estrella del cine mudo.

## Inicios
Nacido en Deacon's Mills, Indiana, sus padres eran George Washington Bennett y Eliza Huffman. Su hermana menor era Ina Blanche Bennett. Durante un tiempo, Bennett fue boxeador profesional, medicine showman, trovador y conserje nocturno de un hotel en Chicago. 

## Carrera

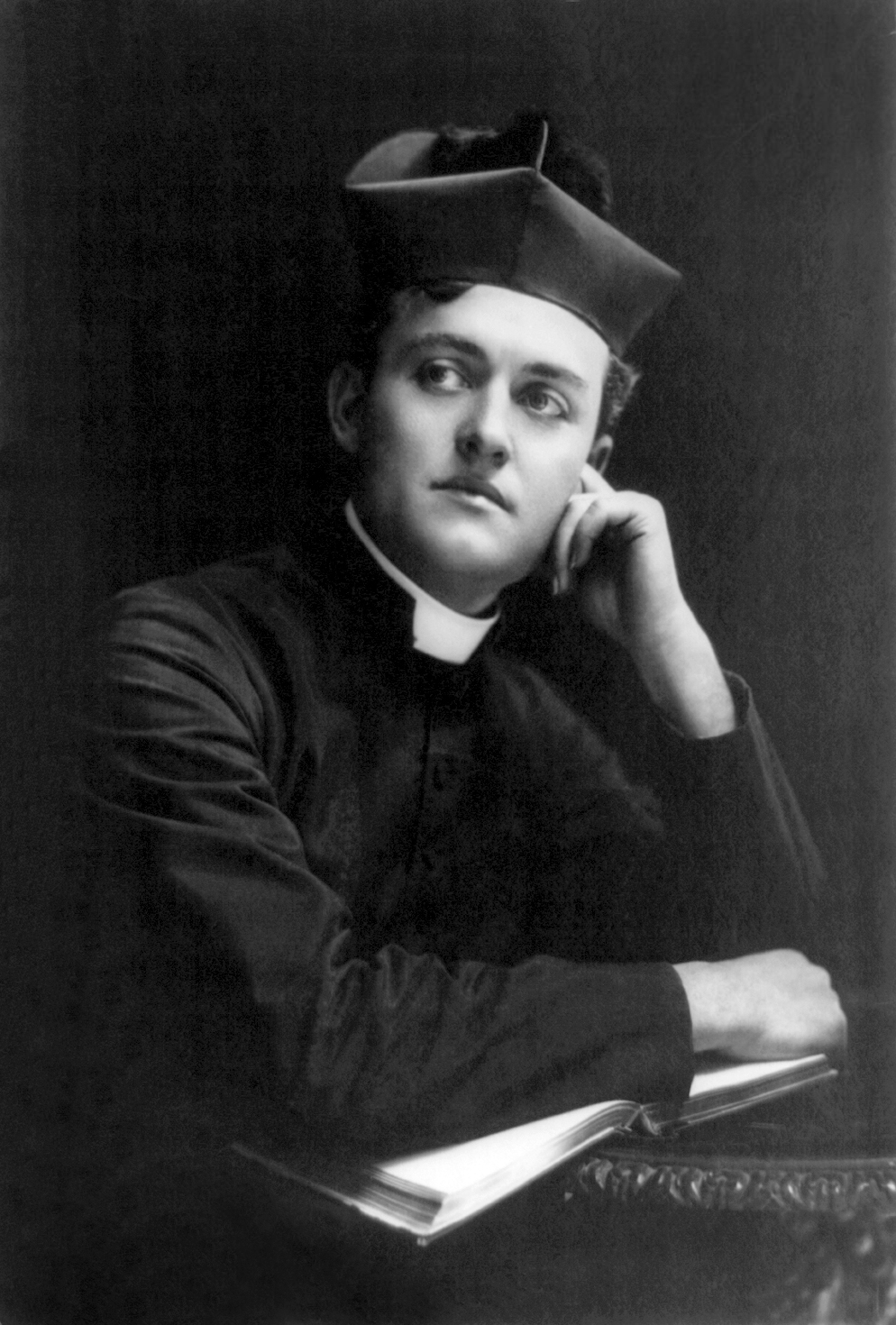
Bennett como el Padre Anselem en A Royal Family

Bennett debutó como actor teatral en la obra The Limited Mail (1891), representada en Chicago. Después fue a Nueva York, actuando por vez primera en el circuito de Broadway con His Excellency the Governor (1899), función producida por Charles Frohman. En su tercera obra en Broadway, A Royal Family (1900), también producida por Frohman, fue el Padre Anselem. En 1905 consiguió la fama por su primer papel masculino, el de Hector Malone, Jr., en la obra de George Bernard Shaw Hombre y super hombre. A ese papel le siguió el de Jefferson Ryder en el éxito teatral The Lion and the Mouse (1905).
A partir de ese momento Bennett interpretó varios papeles espectaculares. Así, en 1908 fue John Shand, actuando junto a Maude Adams, en la pieza de James Matthew Barrie What Every Woman Knows, aunque en el transcurso de las funciones surgieron disputas entre ambos intérpretes. En 1913 hizo el papel de Georges Dupont en el drama Damaged Goods, obra de la cual fue coproductor.
Bennett se hizo célebre por sus arengas frente al telón, las cuales sus amigos—y críticos—decían que eran tan buenas como sus actuaciones. Este hábito, con el tiempo, le valió mayores ovaciones que muchas de las obras en las que participaba.
En 1922 Bennett protagonizó en Broadway el melodrama de Leonid Andréyev El que recibe las bofetadas. El éxito de la obra motivó una versión cinematográfica rodada por Metro-Goldwyn-Mayer, con Lon Chaney en el papel de Bennett. 
El debut de Bennett en el cine mudo fue con Damaged Goods (1914), una versión de la obra teatral en la cual él había trabajado, y en la que actuaba su esposa, Adrienne Morrison. Bennett colaboró en el guion y en la dirección de ese film. En el drama The Valley of Decision (1916), el cual escribió, Bennett actuaba con su esposa y con sus tres hijas.
Con la llegada del cine sonoro, Bennett, entonces ya de mediana edad, encontró campo interpretativo como actor de carácter, y en 1931 trabajó con su hija Constance Bennett en Bought. Sin embargo, Bennett es probablemente más conocido por encarnar al mayor Amberson en el film de Orson Welles The Magnificent Ambersons (1942). También fue John Glidden en If I Had a Million (1932), y además destacó por la adaptación de trabajos de Eugène Brieux como Les Avariés y Maternité.

## Vida personal
Bennett se casó en 1901 en San Francisco (California) con Grena Heller. La pareja se divorció en 1903. Con su nombre de casada, ella protagonizó unas pocas obras en Broadway, siguiendo una exitosa carrera de crítica musical para el periódico de William Randolph Hearst New York American, que más adelante fue el New York Journal American.
El 8 de noviembre de 1903 Bennett se casó con la actriz Adrienne Morrison en Jersey City (Nueva Jersey). Tuvieron tres hijas, Constance Bennett (1904–1965), Barbara Bennett (1906–1958) y Joan Bennett (1910–1990). Joan hizo su debut como actriz teatral trabajando con él en Jarnegan (1928). 
Bennett y Morrison se divorciaron en abril de 1925. De sus hijas, Constance y Joan fueron actrices cinematográficas de éxito, y Barbara fue también actriz durante un tiempo breve, pero con menor éxito. Barbara se casó con el popular cantante Morton Downey. 
En 1925 conoció a Aimee Raisch en San Francisco durante la producción de Creoles, obra en la cual ella hacía un papel menor. Ella era una joven de la alta sociedad y aspirante a actriz que estaba divorciándose de su millonario marido, Harry G. Hastings. Bennett y Raisch se casaron el 11 de julio de 1927 en Chicago. Se separaron el 3 de abril de 1934 y se divorciaron en 1937.
Richard Bennett falleció en 1944, a los 74 años de edad, a causa de un infarto agudo de miocardio en el Hospital Good Samaritan de Los Ángeles, California. Fue enterrado en el Cementerio Pleasant View de Lyme (Connecticut), al lado de su segunda esposa.